# Xavier Malle
Pour les articles homonymes, voir Malle.
Xavier Malle, né le 14 septembre 1965 à Valenciennes, est un prélat catholique français, évêque de Gap et d'Embrun depuis le 8 avril 2017.

## Biographie
Xavier Malle est né le 14 septembre 1965 à Valenciennes dans le département du Nord.
Il grandit à Strasbourg où il effectue ses études secondaires au collège épiscopal Saint-Étienne et y obtient son baccalauréat en 1983. Il a été louveteau, scout et routier et chef à Strasbourg au sein de l’Association des guides et scouts d'Europe.
Après des études de droit à Nancy, il obtient le diplôme de l'institut d'études politiques de Paris (Section politique, économique et sociale, promotion 1987). Il sera le directeur du cabinet du maire de Cognac de 1989 à 1994.
Il reçoit sa formation théologique au séminaire français de Rome et à l'Université pontificale grégorienne. Il est titulaire d'une licence de théologie, avec une thèse intitulée « Comme un surcroît d’amour, la réparation spirituelle à l’école de Sainte Marguerite-Marie, essai d’actualisation ».
Engagé dans la communauté de l'Emmanuel depuis 1995, il en devient membre le 23 février 1997. Il est ordonné prêtre le 2 juillet 2000 pour l'archidiocèse de Tours. Vicaire des paroisses de L'Île-Bouchard et de Richelieu (2001-2009), il est également conseiller spirituel diocésain des guides et scouts d'Europe (2002-2007). En 2011, il est nommé curé des paroisses Notre-Dame-en-Bouchardais et Saint-Vincent-de-Paul-de-Richelieu,.
Xavier Malle est le recteur du sanctuaire marial de Notre-Dame de la Prière à L'Île-Bouchard. En 2013, il devient doyen du doyenné de Chinon, dans l'archidiocèse de Tours, et membre du conseil épiscopal,.
À l'origine d'une neuvaine pour la France,, il s'engage politiquement sur les réseaux sociaux, en particulier Twitter. Souvent qualifié d'« un des évêques les plus actifs sur les réseaux sociaux », il choisit en septembre 2021, de passer « en mode pause longue durée », estimant que cette activité virtuelle l’éloigne de sa mission pastorale.
Le 22 février 2017, le nonce apostolique lui annonce que le pape François a décidé de l'élever à la dignité épiscopale en le nommant au diocèse de Gap et d'Embrun pour succéder à Jean-Michel Di Falco, atteint par la limite d'âge. Il quittera sa paroisse par une messe le 4 juin 2017 à l’église Saint-Gilles.
Xavier Malle est consacré évêque le 11 juin 2017, dans la cathédrale Notre-Dame-et-Saint-Arnoux par l'archevêque de Marseille, Georges Pontier.